# NHL (2011/2012)
Sezon NHL 2011/2012 – 94. sezon gry National Hockey League, a 95. jej działalności. Pierwsze mecze sezonu odbyły się 6 października 2011 roku. W tym dniu odbyło się trzy spotkania, w tym konfrontacja drużyn: Philadelphia Flyers oraz obrońcą tytułu mistrzowskiego Boston Bruins. Po raz piąty sezon rozpoczął się meczami w Europie. Rozegrane zostały one w dniach 7-8 października w trzech miastach: Helsinkach, Sztokholmie oraz w Berlinie w ramach NHL Premiere. 29 stycznia 2012 roku w Ottawie w hali Scotiabank Place rozegrany został NHL All-Star Game. Sezon zasadniczy zakończył się 7 kwietnia 2012 roku. Cztery dni później rozegrany został pierwszy mecz playoff. Ostatni mecz finałowy Pucharu Stanleya rozegrano 11 czerwca.
Po zakończeniu poprzedniego sezonu klub Atlanta Thrashers zmienił siedzibę na Winnipeg i postanowiono, że od tego sezonu będzie występował pod nazwą Winnipeg Jets. Jest to pierwsze przeniesienie zespołu NHL od sezonu 1997/1998, kiedy to drużyna Hartford Whalers przeniosła się do Raleigh zmieniając nazwę na Carolina Hurricanes. NHL po tej zmianie nie przeprowadziła reorganizacji ligi przez co Jets zajęli miejsce Thrashers w dywizji południowo-wschodniej.

## Wydarzenia przedsezonowe

### NHL Entry Draft 2011
W dniach 24-25 czerwca 2011 roku w stolicy stanu Minnesota – Saint Paul w hali Xcel Energy Center odbył się czterdziesty dziewiąty w historii draft, w którym drużyny NHL mogą wybrać zawodników, którzy urodzili się pomiędzy 1 stycznia 1991 a 14 września 1993 roku. Z numerem pierwszym wybranym został Kanadyjczyk Ryan Nugent-Hopkins, pochodzący z klubu Red Deer Rebels, środkowy ten został wybrany przez drużynę Edmonton Oilers. Łącznie zostało wybranych 211 graczy z 11 państw: 82 z Kanady, 60 ze Stanów Zjednoczonych, Szwecji, Czech, Finlandii, Rosji, Słowacji, Niemiec, Norwegii, Szwajcarii, Danii.
W pierwszej trójce draftu znaleźli się również: szwedzki prawoskrzydłowy – Gabriel Landeskog, który przeszedł do Colorado Avalanche. Trzecim zawodnikiem draftu był Kanadyjczyk, środkowy – Jonathan Huberdeau, który przeszedł do Florida Panthers.

### Mecze towarzyskie w Europie
Cztery drużyny NHL rozegrały przed rozpoczęciem sezonu mecze w Europie z miejscowymi drużynami w ramach NHL Premiere Challenge. Cztery mecze, w czterech różnych państwach zagrała drużyna New York Rangers i wygrała 3 z nich, ulegając tylko szwajcarskiej drużynie EV Zug. Pozostałe trzy drużyny, Anaheim Ducks, Los Angeles Kings i Buffalo Sabres, zagrały po jednym meczu i wszystkie zwyciężyły.
| Data           | Hala                            | Drużyna europejska | Drużyna NHL       | Wynik  |
| -------------- | ------------------------------- | ------------------ | ----------------- | ------ |
| 29 września    | Tesla Arena, Praga              | Sparta Praga       | New York Rangers  | 0:2    |
| 30 września    | Scandinavium, Göteborg          | Frölunda HC        | New York Rangers  | 2:4    |
| 2 października | Ondrej Nepela Arena, Bratysława | Slovan Bratysława  | New York Rangers  | 1:4    |
| 3 października | Bossard Arena, Zug              | EV Zug             | New York Rangers  | 8:4    |
| 4 października | Hartwall Areena, Helsinki       | Jokerit            | Anaheim Ducks     | 3:4 d. |
| 4 października | O2 World Hamburg, Hamburg       | Hamburg Freezers   | Los Angeles Kings | 4:5    |
| 4 października | SAP Arena, Mannheim             | Adler Mannheim     | Buffalo Sabres    | 3:8    |

## Sezon zasadniczy
Każda z 30 drużyn rozegra w sumie 82 meczów sezonu zasadniczego – 24 meczów z drużynami z tej samej dywizji, 40 meczów z drużynami z pozostałych dywizji tej samej konferencji oraz 18 meczów z drużynami opozycyjnej konferencji.

### NHL Premiere
Cztery drużyny, które rozgrywały mecze towarzyskie w Europie, zagrały ze sobą 7 i 8 października w ramach NHL Premiere. Drużyny zmierzyły się w Szwecji, Finlandii oraz po raz pierwszy w Niemczech. Pierwszego dnia Anaheim podjęło Buffalo w Hartwall Arena w Helsinkach, a NY Rangers Los Angeles w Ericsson Globe w Sztokholmie. Następnego dnia mecze rozegrały NY Rangers z Anaheim w Sztokholmie oraz Buffalo z Los Angeles w O2 World w Berlinie.
| Data           | Miejsce   | Drużyna 1         | Drużyna 2         | Wynik |
| -------------- | --------- | ----------------- | ----------------- | ----- |
| 7 października | Helsinki  | Anaheim Ducks     | Buffalo Sabres    | 1:4   |
| 7 października | Sztokholm | Los Angeles Kings | New York Rangers  | 3:2   |
| 8 października | Sztokholm | Anaheim Ducks     | New York Rangers  | 2:1   |
| 8 października | Berlin    | Buffalo Sabres    | Los Angeles Kings | 4:2   |

### NHL Winter Classic
2 stycznia 2012 roku odbyła się piąta edycja NHL Winter Classic. Mecz rozegrany został na stadionie Citizens Bank Park w Filadelfii. Gospodarze – Philadelphia Flyers podejmowali New York Rangers. Po raz pierwszy NHL Winter Classic odbyło się 2 stycznia, a nie jak to miało miejsce w poprzednich latach pierwszego. Dla drużyny z Filadelfii był to drugi taki mecz. Pierwszy zagrali w 2010 roku na Fenway Park w Bostonie przeciwko Boston Bruins i przegrali 2:1. W tej edycji również Flyers przegrali jedną bramką, ulegając drużynie z Nowego Jorku rezultatem 2:3. Nie zaplanowano jak w poprzednim sezonie meczu Heritage Classic.

### Weekend Gwiazd
Weekend Gwiazd rozpoczął się 26 stycznia draftem w Casino du Lac-Leamy na przedmieściach miasta organizatora – Ottawy w Gatineau. Wyboru dokonywali: Szwed Daniel Alfredsson – przedstawiciel gospodarzy oraz Zdeno Chára – przedstawiciel zdobywcy Pucharu Stanleya. Po zwycięstwie w losowaniu pierwszego wyboru dokonał Chara, który wybrał Rosjanina Pawieła Daciuka. Dwa dni później odbył się w sobotę 28 stycznia odbył się konkurs umiejętności. W pierwszej części weekendu gwiazd zwyciężyła drużyna Alfredssona zwyciężając wynikiem 21:12. Podczas konkursu na najmocniejszy strzał Zdeno Chára poprawił dotychczasowy rekord NHL, również ustanowiony przez niego. Nowy rekord wynosi obecnie 175,1 km/h. W niedzielę 29 stycznia 2012 roku odbył się o godzinie 16:00 czasu miejscowego NHL All-Star Game – mecz gwiazd. Zwyciężyła w nim drużyna Cháry zwyciężając 12:9. Najbardziej wartościowym zawodnikiem meczu został wybrany Słowak – Marián Gáborík.

### Tabela
Klasyfikacja końcowa
| Konferencja Wschodnia        |                     |    |    |    |    |         |     |     |
| Dywizja Atlantycka           |                     |    |    |    |    |         |     |     |
| Lp.                          | Drużyna             | M  | Z  | P  | DK | Br      | Bl  | Pkt |
| 1                            | New York Rangers    | 82 | 51 | 24 | 7  | 226-187 | +39 | 109 |
| 2                            | Pittsburgh Penguins | 82 | 51 | 25 | 6  | 282-221 | +61 | 108 |
| 3                            | Philadelphia Flyers | 82 | 47 | 26 | 9  | 264-232 | +32 | 103 |
| 4                            | New Jersey Devils   | 82 | 48 | 28 | 6  | 228-209 | +19 | 102 |
| 5                            | New York Islanders  | 82 | 34 | 37 | 11 | 203-255 | -52 | 79  |
| Dywizja Północno-wschodnia   |                     |    |    |    |    |         |     |     |
| Lp.                          | Drużyna             | M  | Z  | P  | DK | Br      | Bl  | Pkt |
| 1                            | Boston Bruins       | 82 | 49 | 29 | 4  | 269-202 | +67 | 102 |
| 2                            | Ottawa Senators     | 82 | 41 | 31 | 10 | 249-240 | +9  | 92  |
| 3                            | Buffalo Sabres      | 82 | 39 | 32 | 11 | 218-230 | -12 | 89  |
| 4                            | Toronto Maple Leafs | 82 | 35 | 37 | 10 | 231-264 | -33 | 80  |
| 5                            | Montreal Canadiens  | 82 | 31 | 35 | 16 | 212-226 | -14 | 78  |
| Dywizja Południowo-zachodnia |                     |    |    |    |    |         |     |     |
| Lp.                          | Drużyna             | M  | Z  | P  | DK | Br      | Bl  | Pkt |
| 1                            | Florida Panthers    | 82 | 38 | 26 | 18 | 203-227 | -24 | 94  |
| 2                            | Washington Capitals | 82 | 42 | 32 | 8  | 222-230 | -7  | 92  |
| 3                            | Tampa Bay Lightning | 82 | 38 | 36 | 8  | 235-281 | -46 | 84  |
| 4                            | Winnipeg Jets       | 82 | 37 | 35 | 10 | 225-246 | -21 | 84  |
| 5                            | Carolina Hurricanes | 82 | 33 | 33 | 16 | 213-243 | -30 | 82  |

| Konferencja Zachodnia      |                       |    |    |    |    |         |     |     |
| Dywizja Centralna          |                       |    |    |    |    |         |     |     |
| Lp.                        | Drużyna               | M  | Z  | P  | DK | Br      | Bl  | Pkt |
| 1                          | St. Louis Blues       | 82 | 49 | 22 | 11 | 210-165 | +45 | 109 |
| 2                          | Nashville Predators   | 82 | 48 | 26 | 8  | 237-210 | +27 | 104 |
| 3                          | Detroit Red Wings     | 82 | 48 | 28 | 8  | 248-203 | +45 | 102 |
| 4                          | Chicago Blackhawks    | 82 | 45 | 26 | 11 | 248-238 | +10 | 101 |
| 5                          | Columbus Blue Jackets | 82 | 29 | 46 | 7  | 202-262 | -60 | 65  |
| Dywizja Północno-zachodnia |                       |    |    |    |    |         |     |     |
| Lp.                        | Drużyna               | M  | Z  | P  | DK | Br      | Bl  | Pkt |
| 1                          | Vancouver Canucks     | 82 | 51 | 22 | 9  | 249-198 | +51 | 111 |
| 2                          | Calgary Flames        | 82 | 37 | 29 | 16 | 202-226 | -24 | 90  |
| 3                          | Colorado Avalanche    | 82 | 41 | 35 | 6  | 208-220 | -12 | 88  |
| 4                          | Minnesota Wild        | 82 | 35 | 36 | 11 | 177-226 | -49 | 81  |
| 5                          | Edmonton Oilers       | 82 | 32 | 40 | 10 | 212-239 | -27 | 74  |
| Dywizja Pacyficzna         |                       |    |    |    |    |         |     |     |
| Lp.                        | Drużyna               | M  | Z  | P  | DK | Br      | Bl  | Pkt |
| 1                          | Phoenix Coyotes       | 82 | 42 | 27 | 13 | 216-204 | +12 | 97  |
| 2                          | San Jose Sharks       | 82 | 43 | 29 | 10 | 228-210 | +18 | 96  |
| 3                          | Los Angeles Kings     | 82 | 40 | 27 | 15 | 194-179 | +15 | 95  |
| 4                          | Dallas Stars          | 82 | 42 | 35 | 5  | 211-222 | -11 | 89  |
| 5                          | Anaheim Ducks         | 82 | 34 | 36 | 12 | 204-231 | -27 | 80  |

Legenda:  Lp. – miejsce, M – mecze, Z – zwycięstwa, P – porażki, DK – porażki po dogrywce lub rzutach karnych, Br – bramki, Bl – bilans bramkowy, Pkt – punkty       = mistrz dywizji,       = awans do playoff

### Statystyki
Statystyki zaktualizowane po wszystkich 1230 meczach:
Zawodnicy z pola:
| Gole                | Gole | Asysty           | Asysty | Punkty           | Punkty | +/-              | +/- |
| ------------------- | ---- | ---------------- | ------ | ---------------- | ------ | ---------------- | --- |
| Steven Stamkos      | 60   | Henrik Sedin     | 67     | Jewgienij Małkin | 109    | Patrice Bergeron | +36 |
| Jewgienij Małkin    | 50   | Claude Giroux    | 65     | Steven Stamkos   | 97     | Tyler Seguin     | +34 |
| Marian Gaborik      | 41   | Jewgienij Małkin | 59     | Claude Giroux    | 93     | Zdeno Chára      | +33 |
| James Neal          | 40   | Erik Karlsson    | 59     | Jason Spezza     | 84     | Chris Kelly      | +33 |
| Aleksandr Owieczkin | 38   | Joe Thornton     | 59     | Ilja Kowalczuk   | 83     | Brad Marchand    | +31 |

Bramkarze:
| Obrony (w %)     | Obrony (w %) | GAA              | GAA  | Shutouty         | Shutouty | Zwycięstwa        | Zwycięstwa |
| ---------------- | ------------ | ---------------- | ---- | ---------------- | -------- | ----------------- | ---------- |
| Brian Elliott    | .940         | Brian Elliott    | 1.56 | Jonathan Quick   | 10       | Pekka Rinne       | 43         |
| Cory Schneider   | .937         | Jonathan Quick   | 1.95 | Brian Elliott    | 9        | Marc-Andre Fleury | 42         |
| Henrik Lundqvist | .930         | Cory Schneider   | 1.96 | Henrik Lundqvist | 8        | Henrik Lundqvist  | 39         |
| Mike Smith       | .930         | Henrik Lundqvist | 1.97 | Mike Smith       | 8        | Mike Smith        | 38         |
| Jonathan Quick   | .929         | Jaroslav Halák   | 1.97 | Jaroslav Halák   | 6        | Jimmy Howard      | 35         |

## Playoff

### Rozstawienie
Po zakończeniu sezonu zasadniczego 16 zespołów zapewniło sobie start w fazie playoff. Drużyna Vancouver Canucks zdobywca Presidents’ Trophy uzyskała najlepszy wynik w lidze zdobywając w 82 spotkaniach 111 punktów. Jest to najwyżej rozstawiona drużyna. Kolejne miejsce rozstawione uzupełniają mistrzowie dywizji: New York Rangers, Boston Bruins, Florida Panthers, St. Louis Blues oraz Phoenix Coyotes.

#### Konferencja Wschodnia

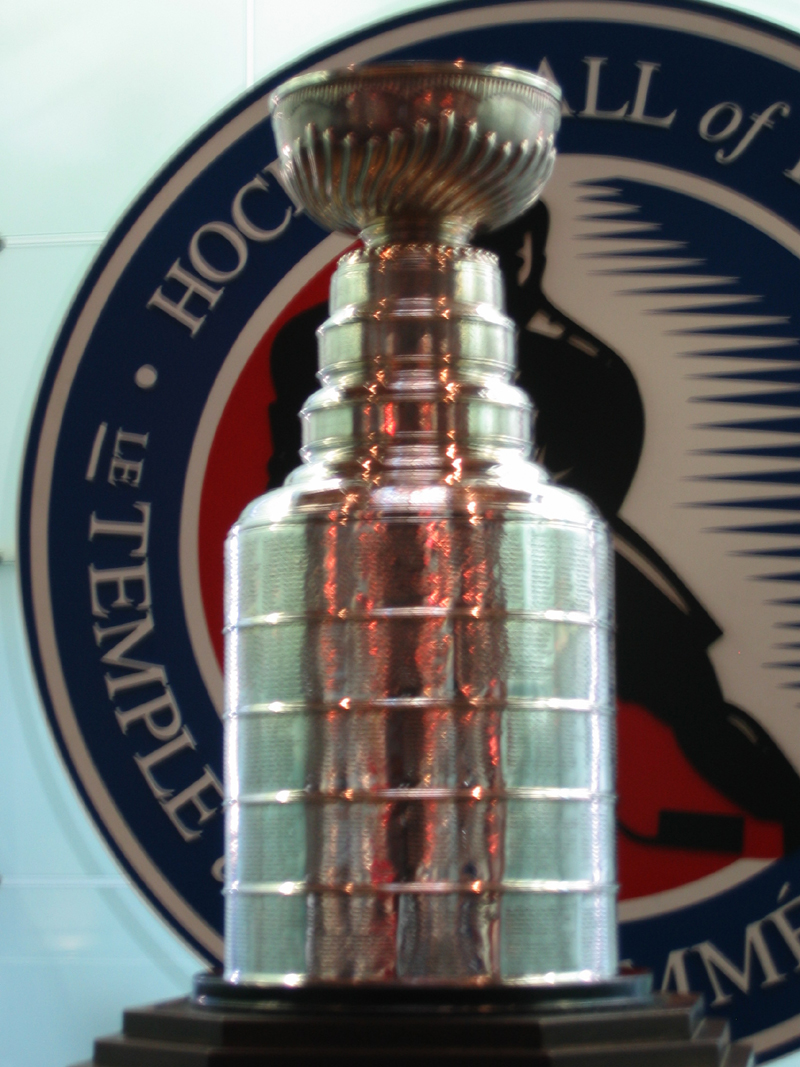
Puchar Stanleya

1. New York Rangers – mistrz dywizji atlantyckiej i konferencji wschodniej w sezonie zasadniczym oraz 109 punktów.
2. Boston Bruins – mistrz dywizji północno-wschodniej, 102 punkty
3. Florida Panthers – mistrz dywizji południowo-zachodniej, 94 punkty
4. Pittsburgh Penguins – 108 punktów (51 zwycięstw)
5. Philadelphia Flyers – 103 punktów (47 zwycięstw)
6. New Jersey Devils – 102 punkty (48 zwycięstw)
7. Washington Capitals – 92 punkty (42 zwycięstwa)
8. Ottawa Senators – 92 punkty (41 zwycięstw)

#### Konferencja Zachodnia
1. Vancouver Canucks – mistrz dywizji północno-zachodniej i konferencji zachodniej w sezonie zasadniczym, zdobywca Presidents’ Trophy oraz 111 punktów.
2. St. Louis Blues – mistrz dywizji centralnej, 109 punktów
3. Phoenix Coyotes – mistrz dywizji pacyficznej, 97 punktów
4. Nashville Predators – 104 punkty (48 zwycięstw)
5. Detroit Red Wings – 102 punkty (48 zwycięstw)
6. Chicago Blackhawks – 101 punktów (45 zwycięstw)
7. San Jose Sharks – 96 punktów (43 zwycięstwa)
8. Los Angeles Kings – 95 punktów (40 zwycięstw)

### Drzewko playoff
Po zakończeniu sezonu zasadniczego rozpocznie się walka o mistrzostwo ligi w fazie playoff, która rozgrywana będzie w czterech rundach. Drużyna, która zajęła wyższe miejsce w sezonie zasadniczym w nagrodę zostaje gospodarzem ewentualnego siódmego meczu. Z tym, że zdobywca Presidents’ Trophy (w tym wypadku Vancouver Canucks) zawsze jest gospodarzem siódmego meczu. Wszystkie cztery rundy rozgrywane są w formuje do czterech zwycięstw według schematu: 2-2-1-1-1, czyli wyżej rozstawiony rozgrywa mecze: 1 i 2 oraz ewentualnie 5 i 7 we własnej hali. Niżej rozstawiona drużyna rozgrywa mecze w swojej hali: trzeci, czwarty oraz ewentualnie szósty.
|  |                          |                          |                          |                   |                     |                       |                       |                       |  |  |                    |                    |                    |  |  |                        |                        |                        |
|  | Ćwierćfinały Konferencji | Ćwierćfinały Konferencji | Ćwierćfinały Konferencji |                   |                     | Półfinały Konferencji | Półfinały Konferencji | Półfinały Konferencji |  |  | Finały Konferencji | Finały Konferencji | Finały Konferencji |  |  | Finał Pucharu Stanleya | Finał Pucharu Stanleya | Finał Pucharu Stanleya |
|  | Ćwierćfinały Konferencji | Ćwierćfinały Konferencji | Ćwierćfinały Konferencji |                   |                     | Półfinały Konferencji | Półfinały Konferencji | Półfinały Konferencji |  |  | Finały Konferencji | Finały Konferencji | Finały Konferencji |  |  | Finał Pucharu Stanleya | Finał Pucharu Stanleya | Finał Pucharu Stanleya |
|  |                          |                          |                          |                   |                     |                       |                       |                       |  |  |                    |                    |                    |  |  |                        |                        |                        |
|  |                          |                          |                          |                   |                     |                       |                       |                       |  |  |                    |                    |                    |  |  |                        |                        |                        |
|  | 1                        | New York Rangers         | 4                        |                   |                     |                       |                       |                       |  |  |                    |                    |                    |  |  |                        |                        |                        |
|  | 1                        | New York Rangers         | 4                        |                   |                     |                       |                       |                       |  |  |                    |                    |                    |  |  |                        |                        |                        |
|  | 8                        | Ottawa Senators          | 3                        |                   |                     |                       |                       |                       |  |  |                    |                    |                    |  |  |                        |                        |                        |
|  | 8                        | Ottawa Senators          | 3                        | 1                 | New York Rangers    | 4                     |                       |                       |  |  |                    |                    |                    |  |  |                        |                        |                        |
|  |                          |                          |                          | 1                 | New York Rangers    | 4                     |                       |                       |  |  |                    |                    |                    |  |  |                        |                        |                        |
|  | 7                        | Washington Capitals      | 3                        |                   |                     |                       |                       |                       |  |  |                    |                    |                    |  |  |                        |                        |                        |
|  | 7                        | Washington Capitals      | 3                        | 2                 | Boston Bruins       | 3                     |                       |                       |  |  |                    |                    |                    |  |  |                        |                        |                        |
|  |                          |                          |                          | 2                 | Boston Bruins       | 3                     |                       |                       |  |  |                    |                    |                    |  |  |                        |                        |                        |
|  | 7                        | Washington Capitals      | 4                        |                   |                     |                       |                       |                       |  |  |                    |                    |                    |  |  |                        |                        |                        |
|  | 7                        | Washington Capitals      | 4                        | 1                 | New York Rangers    | 2                     |                       |                       |  |  |                    |                    |                    |  |  |                        |                        |                        |
|  | Konferencja Wschodnia    |                          |                          | 1                 | New York Rangers    | 2                     |                       |                       |  |  |                    |                    |                    |  |  |                        |                        |                        |
|  |                          |                          | 6                        | New Jersey Devils | 4                   |                       |                       |                       |  |  |                    |                    |                    |  |  |                        |                        |                        |
|  | 3                        | Florida Panthers         | 6                        | New Jersey Devils | 4                   | 3                     |                       |                       |  |  |                    |                    |                    |  |  |                        |                        |                        |
|  | 3                        | Florida Panthers         |                          |                   |                     | 3                     |                       |                       |  |  |                    |                    |                    |  |  |                        |                        |                        |
|  | 6                        | New Jersey Devils        | 4                        |                   |                     |                       |                       |                       |  |  |                    |                    |                    |  |  |                        |                        |                        |
|  | 6                        | New Jersey Devils        | 4                        | 5                 | Philadelphia Flyers | 1                     |                       |                       |  |  |                    |                    |                    |  |  |                        |                        |                        |
|  |                          |                          |                          | 5                 | Philadelphia Flyers | 1                     |                       |                       |  |  |                    |                    |                    |  |  |                        |                        |                        |
|  | 6                        | New Jersey Devils        | 4                        |                   |                     |                       |                       |                       |  |  |                    |                    |                    |  |  |                        |                        |                        |
|  | 6                        | New Jersey Devils        | 4                        | 4                 | Pittsburgh Penguins | 2                     |                       |                       |  |  |                    |                    |                    |  |  |                        |                        |                        |
|  |                          |                          |                          | 4                 | Pittsburgh Penguins | 2                     |                       |                       |  |  |                    |                    |                    |  |  |                        |                        |                        |
|  | 5                        | Philadelphia Flyers      | 4                        |                   |                     |                       |                       |                       |  |  |                    |                    |                    |  |  |                        |                        |                        |
|  | 5                        | Philadelphia Flyers      | 4                        | W                 | New Jersey Devils   | 2                     |                       |                       |  |  |                    |                    |                    |  |  |                        |                        |                        |
|  |                          |                          |                          |                   |                     |                       |                       |                       |  |  |                    |                    |                    |  |  |                        |                        |                        |
|  |                          |                          | Z                        | Los Angeles Kings | 4                   |                       |                       |                       |  |  |                    |                    |                    |  |  |                        |                        |                        |
|  | 1                        | Vancouver Canucks        | Z                        | Los Angeles Kings | 4                   | 1                     |                       |                       |  |  |                    |                    |                    |  |  |                        |                        |                        |
|  | 1                        | Vancouver Canucks        |                          |                   |                     | 1                     |                       |                       |  |  |                    |                    |                    |  |  |                        |                        |                        |
|  | 8                        | Los Angeles Kings        | 4                        |                   |                     |                       |                       |                       |  |  |                    |                    |                    |  |  |                        |                        |                        |
|  | 8                        | Los Angeles Kings        | 4                        | 2                 | St. Louis Blues     | 0                     |                       |                       |  |  |                    |                    |                    |  |  |                        |                        |                        |
|  |                          |                          |                          | 2                 | St. Louis Blues     | 0                     |                       |                       |  |  |                    |                    |                    |  |  |                        |                        |                        |
|  | 8                        | Los Angeles Kings        | 4                        |                   |                     |                       |                       |                       |  |  |                    |                    |                    |  |  |                        |                        |                        |
|  | 8                        | Los Angeles Kings        | 4                        | 2                 | St. Louis Blues     | 4                     |                       |                       |  |  |                    |                    |                    |  |  |                        |                        |                        |
|  |                          |                          |                          | 2                 | St. Louis Blues     | 4                     |                       |                       |  |  |                    |                    |                    |  |  |                        |                        |                        |
|  | 7                        | San Jose Sharks          | 1                        |                   |                     |                       |                       |                       |  |  |                    |                    |                    |  |  |                        |                        |                        |
|  | 7                        | San Jose Sharks          | 1                        | 3                 | Phoenix Coyotes     | 1                     |                       |                       |  |  |                    |                    |                    |  |  |                        |                        |                        |
|  | Konferencja Zachodnia    |                          |                          | 3                 | Phoenix Coyotes     | 1                     |                       |                       |  |  |                    |                    |                    |  |  |                        |                        |                        |
|  |                          |                          | 8                        | Los Angeles Kings | 4                   |                       |                       |                       |  |  |                    |                    |                    |  |  |                        |                        |                        |
|  | 3                        | Phoenix Coyotes          | 8                        | Los Angeles Kings | 4                   | 4                     |                       |                       |  |  |                    |                    |                    |  |  |                        |                        |                        |
|  | 3                        | Phoenix Coyotes          |                          |                   |                     | 4                     |                       |                       |  |  |                    |                    |                    |  |  |                        |                        |                        |
|  | 6                        | Chicago Blackhawks       | 2                        |                   |                     |                       |                       |                       |  |  |                    |                    |                    |  |  |                        |                        |                        |
|  | 6                        | Chicago Blackhawks       | 2                        | 3                 | Phoenix Coyotes     | 4                     |                       |                       |  |  |                    |                    |                    |  |  |                        |                        |                        |
|  |                          |                          |                          | 3                 | Phoenix Coyotes     | 4                     |                       |                       |  |  |                    |                    |                    |  |  |                        |                        |                        |
|  | 4                        | Nashville Predators      | 1                        |                   |                     |                       |                       |                       |  |  |                    |                    |                    |  |  |                        |                        |                        |
|  | 4                        | Nashville Predators      | 1                        | 4                 | Nashville Predators | 4                     |                       |                       |  |  |                    |                    |                    |  |  |                        |                        |                        |
|  |                          |                          |                          | 4                 | Nashville Predators | 4                     |                       |                       |  |  |                    |                    |                    |  |  |                        |                        |                        |
|  | 5                        | Detroit Red Wings        | 1                        |                   |                     |                       |                       |                       |  |  |                    |                    |                    |  |  |                        |                        |                        |
|  | 5                        | Detroit Red Wings        | 1                        |                   |                     |                       |                       |                       |  |  |                    |                    |                    |  |  |                        |                        |                        |
|  |                          |                          |                          |                   |                     |                       |                       |                       |  |  |                    |                    |                    |  |  |                        |                        |                        |

### Finał Pucharu Stanleya
| Zespół wyżej rozstawiony | Zespół niżej rozstawiony | Wynik serii | Wyniki i terminy meczów | Wyniki i terminy meczów | Wyniki i terminy meczów | Wyniki i terminy meczów | Wyniki i terminy meczów | Wyniki i terminy meczów | Wyniki i terminy meczów |
| Zespół wyżej rozstawiony | Zespół niżej rozstawiony | Wynik serii | 1.                      | 2.                      | 3.                      | 4.                      | 5.                      | 6.                      |                         |
| ------------------------ | ------------------------ | ----------- | ----------------------- | ----------------------- | ----------------------- | ----------------------- | ----------------------- | ----------------------- | ----------------------- |
| New Jersey Devils        | Los Angeles Kings        | 2 : 4       | 30 maja                 | 2 czerwca               | 4 czerwca               | 6 czerwca               | 9 czerwca               | 11 czerwca              |                         |
| New Jersey Devils        | Los Angeles Kings        | 2 : 4       | 1:2                     | 1:2                     | 0:4                     | 3:1                     | 2:1                     | 1:6                     |                         |

## Nagrody
| Nagroda                               | Zawodnik                           | Drużyna             |
| ------------------------------------- | ---------------------------------- | ------------------- |
| Art Ross Memorial Trophy              | Jewgienij Małkin                   | Pittsburgh Penguins |
| Bill Masterton Memorial Trophy        | Max Pacioretty                     | Montreal Canadiens  |
| Calder Memorial Trophy                | Gabriel Landeskog                  | Colorado Avalanche  |
| Conn Smythe Trophy                    | Jonathan Quick                     | Los Angeles Kings   |
| Frank J. Selke Trophy                 | Patrice Bergeron                   | Boston Bruins       |
| Hart Memorial Trophy                  | Jewgienij Małkin                   | Pittsburgh Penguins |
| Jack Adams Award                      | Ken Hitchcock                      | St. Louis Blues     |
| James Norris Memorial Trophy          | Erik Karlsson                      | Ottawa Senators     |
| King Clancy Memorial Trophy           | Daniel Alfredsson                  | Ottawa Senators     |
| Lady Byng Memorial Trophy             | Brian Campbell                     | Florida Panthers    |
| Lester Patrick Trophy                 | Bob Chase-Wallenstein Dick Patrick |                     |
| Ted Lindsay Award                     | Jewgienij Małkin                   | Pittsburgh Penguins |
| Mark Messier Leadership Award         | Shane Doan                         | Phoenix Coyotes     |
| Maurice 'Rocket' Richard Trophy       | Steven Stamkos                     | Tampa Bay Lightning |
| NHL Foundation Player Award           | Mike Fisher                        | Nashville Predators |
| NHL General Manager of the Year Award | Doug Armstrong                     | Phoenix Coyotes     |
| NHL Plus/Minus Award                  | Patrice Bergeron                   | Boston Bruins       |
| Roger Crozier Saving Grace Award      | Brian Elliott                      | St. Louis Blues     |
| Trofeum Vezina                        | Henrik Lundqvist                   | New York Rangers    |
| William M. Jennings Trophy            | Brian Elliott Jaroslav Halák       | St. Louis Blues     |
| Presidents’ Trophy                    | Presidents’ Trophy                 | Vancouver Canucks   |
| Prince of Wales Trophy                | Prince of Wales Trophy             | New Jersey Devils   |
| Clarence S. Campbell Bowl             | Clarence S. Campbell Bowl          | Los Angeles Kings   |
| Puchar Stanleya                       | Puchar Stanleya                    | Los Angeles Kings   |